# Зосим Солунски
Зосим или Зосима (на гръцки: Ζωσιμάς, Зосимас) е гръцки духовник, митрополит на Вселенската патриаршия.

## Биография
Зосим е китроски епископ. Поддържа кореспонденция с видния учен Теодосиос Зигомалас (1544 - 1607). През май 1590 година подписва синодалния томос, с който се ратифицира повишението на московския митрополит в патриарх. В 1607 година оглавява катедрата в Солун.